# Benedykt Vallati
Benedykt Vallato (Vallati, Vallatus), dominikanin, biskup kortoński (Cortona) 1364–1381/82.
Z pochodzenia Rzymianin, dominikanin, magister teologii.
Papież Urban V w 1364 mianował go biskupem podległej bezpośrednio Stolicy Apostolskiej diecezji kortońskiej w Toskanii. W lutym 1346 komuna miejska wybrała na biskupa Juliana Testi, dominikanina, lecz papież odrzucił tę kandydaturę. 23 VII 1364 wystawił Benedyktynowi Vallato prowizję na to biskupstwo, tenże już 7 VII tytułował się biskupem Cortona. Z okresu jego rządów diecezją nie zachowało się zbyt wielu źródeł, wydaje się, iż przez dłuższy czas przebywał poza diecezją, a być może kilkakrotnie ją opuszczał.
Za biskupa pomocniczego (sufragana) włocławskiego został uznany w oparciu o zachowany w Gdańsku przywilej odpustowy dla ołtarza św. Doroty kościoła Mariackiego w tymże mieście. Dawniej przyjmowano, iż dokument ten biskup wystawił podczas osobistej bytności w Gdańsku. Obecność biskupa na Pomorzu nie jest potwierdzona innymi źródłami. Zachowany dokument nie jest czytelny, nie sposób stwierdzić miejsca ani daty jego wystawienia. Na Benedykta jako wystawcę wskazuje napis na zachowanej pieczęci. Treść dokumentu znamy z potwierdzenia Zbyluta, biskupa włocławskiego z 1380. Wydaje się, iż przywilej odpustowy został uzyskany poza Pomorzem i przywieziony do Gdańska. Pismo to nie poświadcza działalności biskupa Benedykta Vallato w diecezji włocławskiej w charakterze biskupa pomocniczego.
Benedykt Vallato zmarł w 1381 lub w pierwszych miesiącach 1382, gdyż w drugiej połowie  tego roku mianowany został jego następca.